# Aldo Baglio

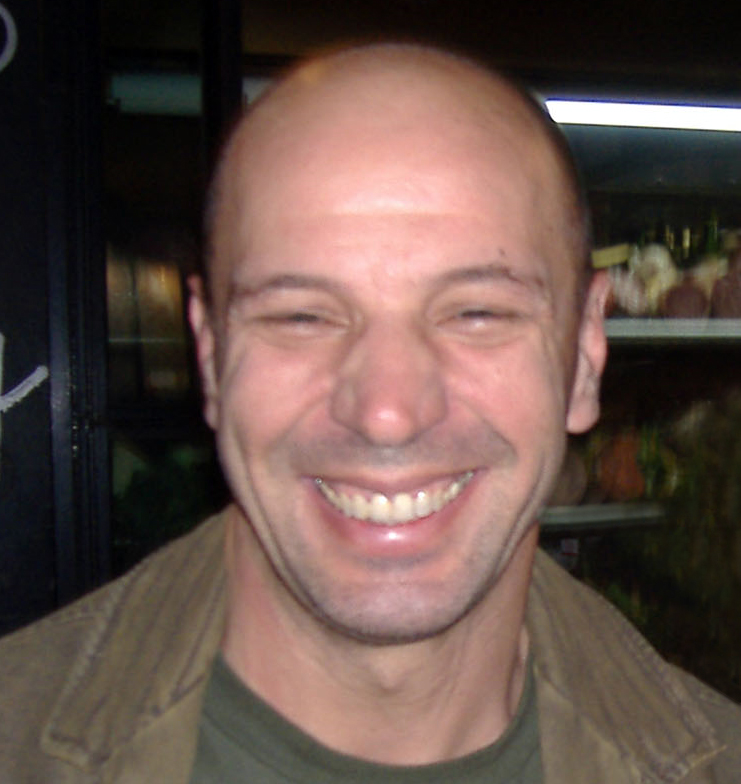
Aldo Baglio, 2007

Cataldo „Aldo“ Baglio (* 28. September 1958 in Palermo) ist ein italienischer Komiker, Regisseur und Filmschaffender. Bekannt wurde er als Teil des Trios Aldo, Giovanni e Giacomo.

## Leben
Baglios Familie zog 1961 nach Mailand, um dort Arbeit zu finden. Nach der Schulzeit diplomierte Aldo Baglio 1978 an der Scuola di Mimodramma am Teatro Arsenale in Mailand, wo er auch Giovanni Storti kennenlernte. Mit ihm arbeitet er seither an und in Stücken für das Theater. 1991 stieß Giacomo Poretti dazu, seitdem ist das Trio äußerst erfolgreich. Kritiken sehen „brillantes zeitgenössisches Spektakel mit umwerfender Komik aufgrund perfekter Symbiose der Protagonisten“.
Baglio führte in den vier bislang entstandenen Filmen des Trios zwischen 1997 und 2002 auch Regie. Seit 2006 ist er außerdem als Synchronsprecher tätig.

## Filmografie

### Regisseur
- 1997: Tre uomini e una gamba
- 1998: Così è la vita
- 2000: Chiedimi se sono felice
- 2002: La leggenda di Al, John and Jack

### Schauspieler (Auswahl)
- 2009: Baarìa